# 吕师濂
吕师濂（？—？），字黍字，号守斋。浙江山阴（今绍兴市）人
。明末清初文学家、诗人。

## 生平
祖籍浙江余姚，是明文渊阁大学士吕本曾孙，吕本建吕府，移居绍兴，故入籍绍兴。明末，吕师濂好谈论兵事。甲申之变，明朝灭亡之际，吕师濂回余姚祭祖之后，散尽家财，游览大江南北，又渡黄河，云游四方。
游历至云南，被吴三桂请为幕府上客。云南人将他与枚乘、刘桢相提并论。又游历福建、两广，踪迹非常奇特。
生平事迹在清朝《国朝词综》卷三，《晚晴簃诗汇》卷一七，《何山草堂诗集序》都有记载。

## 评论
- 清阮元著《两浙輶轩录》中，引用王士禛评语，称吕师濂：“古文滔莽雄浑，填词峭雅而旨艳”。
- 《晚晴簃诗汇》评吕师濂诗：“豪迈不羁，时寓沧桑之感”。

## 代表著作
- 《何山草堂诗稿》
- 《守斋词》
- 《金马门》